# Bauda

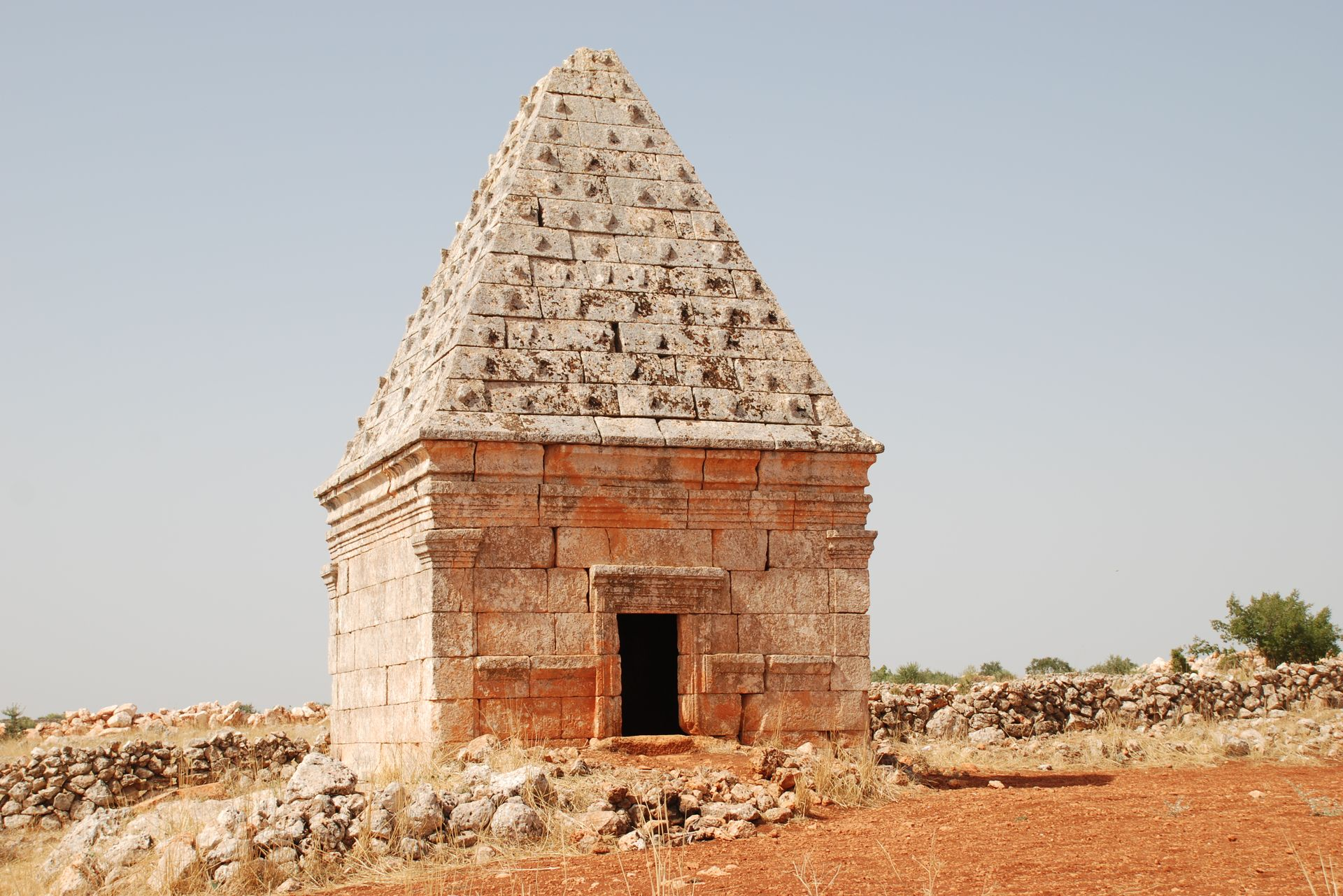
Túmulo piramidal em Bauda do século VI

Bauda é uma das Cidades Mortas no distrito de Idlib no noroeste da Síria. Foi no seu início um assentamento bizantino. A característica especial deste lugar é um tumulo muito bem preservado em forma de pirâmide de uma família rica do século VI.
As ruínas das casas preservadas das cidades mortas geralmente são do início do século IV ao fim do VI. Em Bauda algumas partes da parede de edifícios residenciais e uma igreja em ruínas ainda estão de pé na altura de dois andares. A  nave única de igreja, em dupla alvenaria' mostra as tradições da construção do início do século IV.
A maioria de seus antigos moradores trabalham na agricultura e cultivavam principalmente uva, trigo e azeitonas.